# Davîdivka, Karlivka
Davîdivka (în ucraineană Давидівка) este un sat în comuna Maksîmivka din raionul Karlivka, regiunea Poltava, Ucraina.

## Demografie
Componența lingvistică a localității Davîdivka
     Ucraineană (98,31%)
     Rusă (1,69%)
Conform recensământului din 2001, majoritatea populației localității Davîdivka era vorbitoare de ucraineană (98,31%), existând în minoritate și vorbitori de rusă (1,69%).